# الأمية في فلسطين

الامية في فلسطين هي الأدنى عربيًا.

يمكن تعريف مصطلح الأمية على شخص لا يعرف القراءة والكتابة، ولا يستطيع إجراء العمليات الحسابية الأساسية الأربع: الجمع والطرح والضرب والقسمة. تعاني فلسطين من مشكلة الأمية، وهي من الدول الأقل حدة من الأمية على مستوى العالم العربي.

## دراسات الامية في فلسطين
اجريت عمليات مسح عديدة حول الأمية في فلسطين :
- قامت المؤسسة النرويجية (فافو) عام 1992 م بدراسة مسحية لمستوى التعليم عند الشعب الفلسطيني، فوجدت أن نسبة الأمية في فلسطين بلغت 20% بين الذكور والإناث معاً.
- قام الجهاز المركزي للإحصاء الفلسطيني عام 1997 م، بإجراء دراسة حول الأمية في فلسطين، فوجد أن نسبتها بلغت 11,6 % بين الذكور والإناث معا.

## أسباب انتشار الأمية في فلسطين
- 1- أسباب سياسية: حيث يتعرض الشعب الفلسطيني لضغوط سياسية صعبة وقاهرة.. فنرى الجدران العازلة التي يفرضها الإسرائيليون على الشعب الفلسطيني مما يجعلهم يضطرون لمشي العديد من المسافات الطويلة للذهاب إلى المدرسة، وهنا نرى نقاط الحواجز التي يتم فيها تفتيش الطلاب، ولربما يتم أسر طلاب الثانوية، كما يتم أسر دكاترة الجامعات.
- 2- أسباب  اقتصادية: فالسياسية والاقتصاد وجهان لعملة واحدة، فكان الوضع السياسي الصعب الذي يعيشه الشعب الفلسطيني سبباً للتأثير سلبياً على حياته الاقتصادية وفقر المواطن، مما يؤدي إلى عدم مقدرة كثير من الأسر على الاستمرار في إرسال أبنائها إلى المدرسة.
- 3- أسباب اجتماعية: انعكست الأسباب السياسية والاقتصادي الصعبة على الوضع الاجتماعي للأسرة الفلسطينية.

وتم تصنيف فلسطين على أنها الدولة التي تحتل القمة في العالم في نسب عدد المثقفين والغير أميين فيها، إذ لا يتجاوز عدد الأميين 2% أي حوالي 142000 شخص فقط هم أميين. وجاءت السويد ثانياً عالمياً. وهذا التقرير جاءت طبقاً لصحيفة الاتحاد المحلية في فلسطين المحتلة.